# Ласкин, Геннадий Павлович
Геннадий Павлович Ласкин — советский хозяйственный, государственный и политический деятель. Заслуженный пилот СССР.

## Биография
Родился в 1936 году. Член КПСС.
С 1962 года — на хозяйственной, общественной и политической работе. В 1962—2020 гг. — второгq пилот самолёта Ан-2, командир авиационного звена, заместитель командира 246-го летного отряда, командир Тюменского объединённого авиаотряда, начальник Тюменского управления гражданской авиации Министерства гражданской авиации СССР, руководитель группы помощников и советников авиакомпании «ЮтЭйр».
Делегат XXVII съезда КПСС.
Умер в Тюмени в 2020 году.

## Оценки деятельности
Именно в этот период Тюменское управление гражданской авиации стало отраслевым лидером в СССР, достигло пика своего развития: в его составе действовало 16 объединённых авиаотрядов, бороздили пятый океан около 1000 воздушных судов. Объёмы перевозок составили 25 % от общих объёмов Министерства гражданской авиации СССР. Предприятие, в котором трудилось более 25 000 специалистов, занимало первое место по применению авиации в народном хозяйстве.

## Память
Именем Ласкина в июле 2021 года назван самолёт  Boeing 737-800 с бортовым номером VQ-BPT авиакомпании «ЮТэйр». В марте 2022 борт был арестован лизингодателем и отстранён от эксплуатации, а имя было переназначено другому самолёту этой же авиакомпании — Boeing 737-500 с бортовым номером RA-73044 (бывш. VQ-BJT).